# Steesow
Steesow là một đô thị ở huyện Ludwigslust, bang Mecklenburg-Vorpommern, Đức. Đô thị này có diện tích 24,4 km², dân số thời điểm 31 tháng 12 là 214 người.